# Chiến thuật Xâm nhập
Trong chiến tranh, các chiến thuật xâm nhập bao gồm các đơn vị bộ binh hạng nhẹ độc lập tiến vào hậu phương của địch, vượt qua các điểm mạnh tiền tuyến của đối phương, sau đó nổ súng tấn công họ. Đơn vị sẽ chủ động xác định điểm yếu của kẻ thù và chọn lộ trình, mục tiêu, khoảnh khắc và phương thức tấn công; điều này đòi hỏi trình độ và kỹ năng cao, và có thể được bổ sung bằng các thiết bị và vũ khí đặc biệt để giúp họ chiến đấu hiệu quả hơn.
Các hình thức của chiến thuật bộ binh này đã được sử dụng trong các cuộc giao tranh bởi các đạo quân không chính quy có từ thời cổ đại, nhưng chỉ như một chiến thuật phòng thủ hoặc chiến thuật tấn công thứ cấp; chiến thắng quyết định trên chiến trường đã đạt được bằng chiến đấu áp đảo với bộ binh hạng nặng hoặc kỵ binh hạng nặng, điển hình là tấn công xung phong chống lại quân chủ lực của đối thủ. Vào thời kỳ đầu của chiến tranh hiện đại, hỏa lực phòng thủ khiến chiến thuật này ngày càng tổn thất. Khi chiến tranh chiến hào phát triển đến đỉnh cao trong Thế chiến thứ nhất, hầu hết các cuộc tấn công như vậy là thất bại hoàn toàn. Đột kích bởi các nhóm nhỏ binh lính có kinh nghiệm, ngụy trang và vỏ bọc thường được sử dụng và thường thành công, nhưng chúng không thể đạt được chiến thắng quyết định.
Chiến thuật xâm nhập được phát triển chậm chạp trong Thế chiến I và đầu Thế chiến II, một phần chúng được sử dụng như chiến thuật quấy rối góp phần cho chiến thắng. Lúc đầu, chỉ có các đơn vị đặc biệt được huấn luyện về các chiến thuật này, tiêu biểu là Stoßtruppen ('quân bão') của Đức. Vào cuối Thế chiến II, hầu hết các lực lượng mặt đất chính quy của các cường quốc đều được huấn luyện và trang bị để sử dụng các hình thức chiến thuật xâm nhập, một số đơn vị chuyên về việc này, như biệt kích, tuần tra trinh sát tầm xa, Biệt đội quân đội Hoa Kỳ, lính dù và lực lượng đặc biệt khác, và các lực lượng sử dụng chiến tranh bất thường.
Trong khi nó là một chiến thuật đặc biệt trong Thế chiến I, các chiến thuật xâm nhập hiện nay thường được tích hợp đầy đủ như một phần tiêu chuẩn của chiến tranh cơ động hiện đại, cho đến bắn và di chuyển ở cấp độ nhỏ như tiểu đội, vì vậy ngày nay thuật ngữ này có rất ít ý nghĩa riêng biệt. Chiến thuật xâm nhập có thể không phải là tiêu chuẩn trong chiến tranh hiện đại trong tình trạng đào tạo bị hạn chế, chẳng hạn như đối với các đơn vị dân quân hoặc đơn vị quân đội là lính bị cưỡng bách tòng quân vội vã, hoặc trong các cuộc tấn công tuyệt vọng khi cần phải có một chiến thắng ngay lập tức. Ví dụ như Volksgrenadier của Đức vào cuối Thế chiến II và các cuộc Tấn công "vạn tuế" của Nhật Bản cùng thời.